# Acanthoplesiops naka
Acanthoplesiops naka és una espècie de peix de la família Plesiopidae i de l'ordre dels perciformes.

## Distribució geogràfica
Es troba a Tonga.